# Fino del Monte
Fino del Monte [ˈfiːno delˈmonte] (Fì [ fì ] in dialetto bergamasco, "del Monte" è stato aggiunto solo nel 1863 con regio decreto n. 1426 del 28 giugno 1863) è un comune italiano di 1 129 abitanti della Provincia di Bergamo in Lombardia.
È situato tra l'altipiano di Clusone e la val Borlezza, sulla strada che porta al Passo della Presolana.

## Geografia fisica

### Territorio
Il comune ha una superficie di circa 436 ha, parte da un'altezza sul livello del mare di circa 600 m (nel punto più basso situato nell'alveo del torrente Gera, Valleggia o Borlezza) e arriva a 1642 m (sulla sommità del monte Paré). Gran parte dell'abitato sorge su un deposito di origine alluvionale.

### Clima

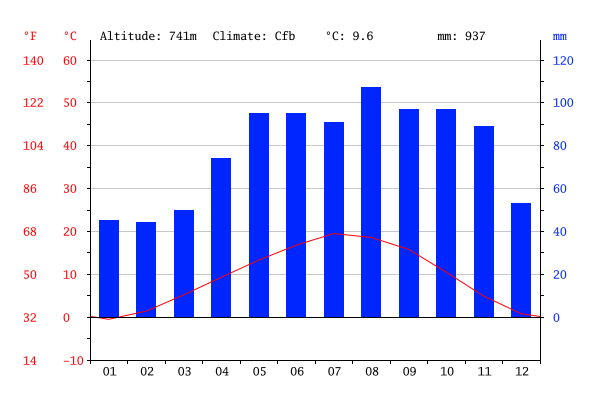
Andamento annuale pluviometrico e delle temperature a Fino del Monte

Il clima è stato classificato come Cfb secondo Köppen e Geiger. La temperatura media annuale di Fino del Monte è 9.6 °C. La media annuale di piovosità è di 937 mm. Luglio è il mese più caldo dell'anno con una temperatura media di 19.5 °C. La temperatura media in gennaio, è di -0.5 °C, rappresentando il mese più freddo.

## Storia

### Le origini
Le origini del paese paiono risalire all'epoca medievale, anche se frate Celestino Colleoni nel suo Historia Quadripartita di Bergomo et suo territorio, nato gentile e rinato christiano del 1617, farebbe risalire la presenza della località già dall'XII secolo come indicato in alcune antiche pergamene. Malgrado questo non sia documentato, si presume che l'antica famiglia Da Fin, al soldo di un Enrico identificabile forse in Enrico VI di Svevia, sia scesa proprio intorno alla fine del XII secolo. Prima di quel periodo erano presenti soltanto piccoli insediamenti che non costituivano un'entità comunale, venne infatti indicata come frazione di Onore.
Fu nel corso del XIII secolo che il paese cominciò a svilupparsi notevolmente, proprio grazie alla famiglia Da Fin, che aveva edificato un castello sulla parete a nord della Val Borlezza, di cui restano poche tracce delle mura di cinta e che possedeva grande prestigio e ricchezze. L'esponente di maggior rilievo fu un certo Venturino Da Fin proprietario del castello, che diede il nome a tutti gli abitanti nonché alla località. Alcune parti dell'antica dimora sono ancora oggi visibili nell'attuale piazza Olmo. Personaggi presenti aventi un cognome differente sono presenti solo dalla fine del Trecento.
La località raggiunse l'autonomia nel 1381 ricevendo il titolo di comune quando la famiglia Da Fin ottenne il riconoscimento della sua autonomia. La famiglia ottenne dal Sacro Romano Impero il blasone avente l'aquila nera in campo dorato (da cui deriva quello comunale) e l'esenzione dal pagamento dei tributi all'impero.
Conseguentemente anche il centro abitato si sviluppò attorno al maniero, con la costruzione di botteghe ed abitazioni che diedero notevole impulso ai commerci, favoriti anche dalla presenza di una strada che giungeva da Lovere, grosso centro posto sulle rive del Lago d'Iseo, salendo tramite la Val Borlezza.
Il paese conserva un impianto urbanistico in perfetto stile medievale, con le case che mantengono i caratteristici archi e loggiati, avendo conservato la sua struttura nel corso dei secoli.

### Le lotte tra i guelfi e i ghibellini
Anche Fino del Monte, come del resto la quasi totalità dei paesi della provincia di Bergamo, risentì notevolmente delle lotte fratricide tra guelfi e ghibellini. Vi furono molti scontri tra i ghibellini dell'alta val Seriana e i guelfi rappresentati dalla famiglia De Fin. Gli scontri furono documentati da Celestino Colleoni: 
(Istoria quadripartita di Bergamo)
Questi scontri si rivelarono assai deleteri per la famiglia Da Fin, i cui membri di spicco cominciarono ad emigrare verso le città di Venezia, Trieste e Cremona.
I pochi rimasti caddero in rovina, come si evince dal fatto che un membro della famiglia stessa, certo frate francescano Leone da Fin, fondò addirittura una confraternita con lo scopo di offrire assistenza ai suoi parenti caduti in disgrazia. Venne fondato, con l'autorizzazione del papa Giulio II, da Caterina, che prese il nome di monaca Arcangela, figlia di Giovanni S. Simone da Fin, nel 1597 un monastero di clausura al quale portò come dote tutte le sue proprietà.
Nel 1596 il Capitano veneziano Giovanni Da Lezze descrive così il paese di Fino: «Oltra la terra di L'Onor vi è il luogo della familia d'Affin chiamato Fino, luntan da detta terra circa mezo milia in monte con case sparse. Questi al numero de 452 sono cittadini originarii di Bergomo, fanno le fattioni con la città di Bergomo alla qual pagano L. 118 l'anno per il sussidio et non hanno che far con la terra de L'Onor benché lavorino le terre et la quarta parte di loro l'invernata va a Venetia a lavorar lana et a fachinar per la povertà. Hanno i suoi deputati et un canevaro che scode et paga alla città, non godeno privileggi de datii né hanno voto nel Consilio Generale della Valle né beni comunali se non un poco di pascolo in monte, né altra entrada. Hanno chiesa curata S.to Andrea contrada di L'Onor con entrada propria al curato de scudi 100, ma per parte sono ancora sotto la cura delle altre doi chiese di L'Onor. La Misericordia di questo loco ha di entrada circa L. 270 et some X di formento dispensati a loro tanto per testa, così ricca come povera, da 3 deputati quali hanno L. 2 per uno et da un canevaro che tien conto con sallario de L. X. Animali: bovini et vachini n, 50, mulli et cavalli X, peccore 200.»

### L'età moderna e contemporanea
Altra descrizione del comune risale al 1820 ed è contenuta nel Dizionario Odeporico di Giovanni Maironi Da Ponte: 
Nel 1906 il parroco Luigi Olmo di Clusone scrive così di Fino nelle sue Memorie: «Fino del Monte, vicinissimo a Rovetta, dove da pochi anni vedeasi in mezzo alla piazza l'antico Olmo, un albero trapassato di più secoli, sotto i cui rami, dilatantisi a guisa di braccia, è tradizione che si raccogliessero le pubbliche adunanze e si tenessero i varii Consigli Comunali. Nella Chiesa Parrocchiale si ammira il bel quadro rappresentante in alto la B. Vergine col Bambino, più sotto a destra S. Andrea colla croce a rovescio, ed a sinistra l’Apostolo S. Pietro, con ai piedi la scritta: I. B. Moronus pinxit Anno MDLXXII. In un oratorio vicino alla Parrocchiale vi ha la trasfigurazione di Cristo sul Taborre, opera ammiranda del Talpino. Il Consorzio della misericordia di Santa Maria dei nobili da Fin venne fondato da Fra Leone da Fino, del terz’Ordine di S. Francesco, abitante in Fino a favore dei suoi congiunti colla condizione che abitassero a Fino ed Onore, e nominò a reggente suo nipote Galeazzo da Fino. Questi con Istrum. 7 Giugno 1459, atti Fadinus q. Bonetti de Agatiis, Notar. Bergom. ne determinò le regole a favore della sola famiglia per cognome Fin e suoi discendenti che attualmente si distinguono coi cognomi: Ardenghi, Angelini, Bellini, Colotti, Conti, Colombo, Ranza, Scandella abitanti in Fino ed Onore.»
Dal punto di vista amministrativo Fino è citato come comune indipendente nel 1331, quando fa capo alla "facta" di porta San Lorenzo della città di Bergamo. Alla fine del XIV secolo regredisce allo stato di contrada del comune di Onore ed è menzionato con la dicitura "illorum de Fine" all'interno del documento riguardante la definizione dei confini del comune di Clusone datato 1392. Questa condizione è confermata dalla descrizione dei confini del comune di Onore del 1392. Nel 1417 risulta aggregato alle comunità di Onore e Songavazzo nel comune denominato Onore. La stessa situazione è confermata per il XVI secolo, sebbene la contrada goda di particolari condizioni giuridiche che le consentono di regolare autonomamente le fazioni militari e il fisco. Nel XVIII secolo Fino muta più volte il suo status amministrativo: nel 1740 e nel 1756 è comune autonomo, risulta contrada del comune di Songavazzo nel 1766 e nel 1776, mentre torna a figurare come comune nel 1777 e nel 1797. Il 6 marzo 1798 è unito ad Onore nel comune di Fino con Onore (all'interno del Dipartimento del Serio), torna autonomo nel giugno 1805 fino al marzo 1809 quando viene fuso con Cerete Alto e Basso, Onore e Songavazzo nel comune di Songavazzo. Il comune di Fino rinasce nel 1816 e nel 1863 cambia nome divenendo Fino del Monte. Viene unito a Rovetta nel 1929 (con R.D. n. 568) nel comune denominato Rovetta con Fino e torna infine autonomo nel 1947. A partire dal 2000 è entrato a far parte dell'Unione Comuni della Presolana.

## Simboli

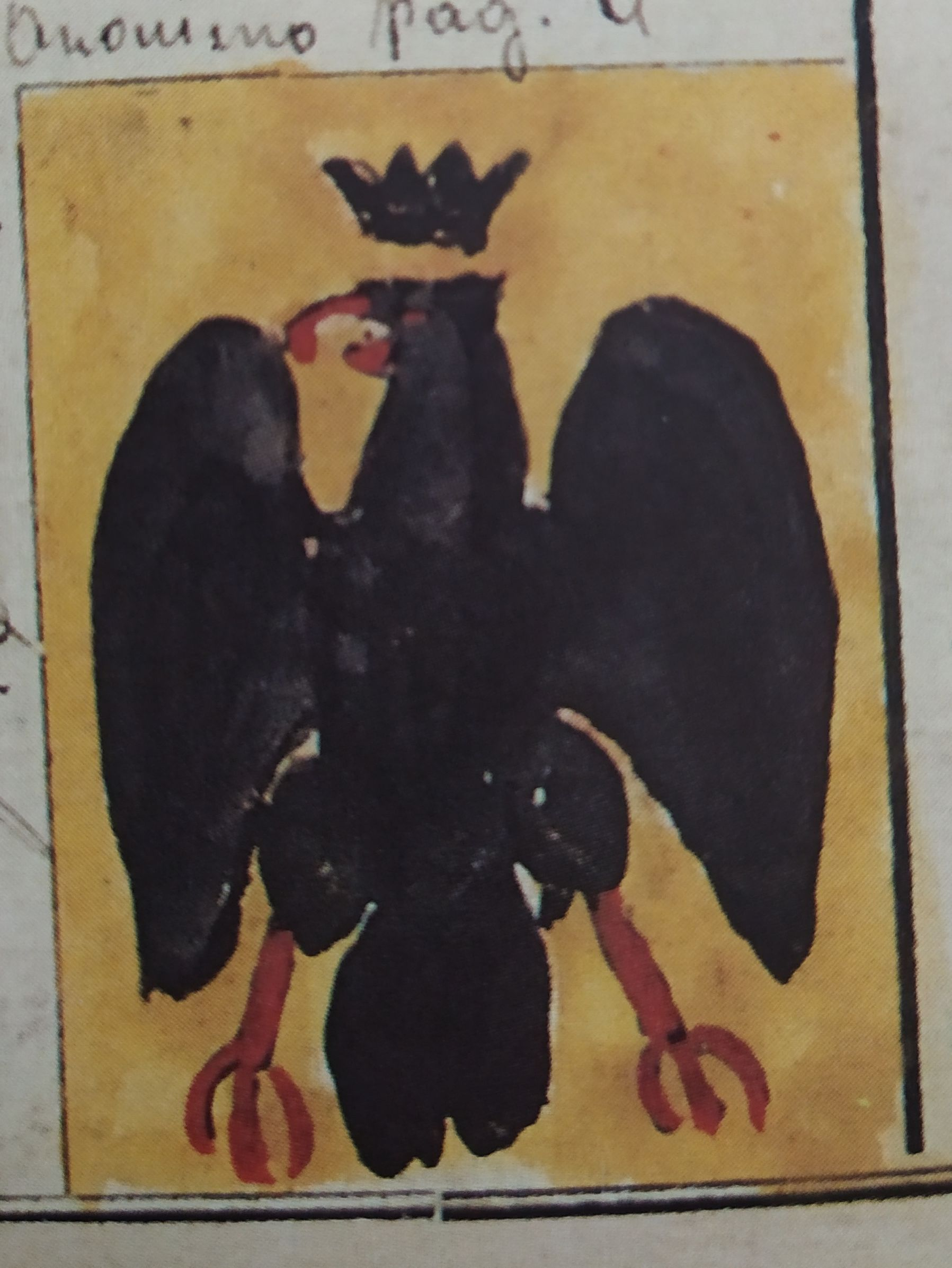
Stemma della famiglia Da Fino presente nello Stemmario Camozzi

Lo stemma del comune è stato ideato da Bruno Oprandi (1919-1987). La descrizione con cui è approvato con decreto del presidente della Repubblica n. 94 del 22 ottobre 1984 è la seguente:
L'aquila coronata rappresenta lo stemma della famiglia Da Fino, originaria del paese e legata profondamente alla sua storia, mentre l'olmo ricorda la pianta secolare presente nella piazza principale sino all'anno 1899. La scritta nel mezzo invece ricorda la ritrovata autonomia amministrativa del paese e la ripartenza della vita in seguito alla parentesi della seconda guerra mondiale.
La prima raffigurazione dello stemma risale al 1968, quando viene prodotto sotto forma di affresco sulla facciata del comune dal pittore Luigi Frosio.
La figura principale, la fascia ridotta, pezza onorevole orizzontale, più piccola di una fascia ordinaria, al centro dello scudo, è un grave errore araldico perché d’argento su fondo di metallo, in questo caso d'oro.
co.

## Monumenti e luoghi d'interesse

### Edifici religiosi
Chiesa parrocchiale dedicata a Sant'Andrea Apostolo
La chiesa di Sant'Andrea apostolo è la parrocchiale facente parte del vicariato di Clusone-Ponte Nossa. L'edificio fu edificato nel 1957 sui resti dell'antica chiesa che non erea più adatta alla popolazione per volontà dell'allora parroco don Giovanni Zucchelli. La chiesa conserva opere di importante interesse artistico tra le quali il dipinto di Giovan Battista Moroni: Madonna col Bambino del 1577. Il dipinto La deposizione,del 1650 di Carlo Ceresa, il dipinto su tela :Cristo risorto coi santi Sebastiano e Rocco indicativamente di scuola lottesca risalente al Seicento e numerosi affreschi di scuola del veneziano Giambattista Tiepolo.
Chiesa di San Salvatore

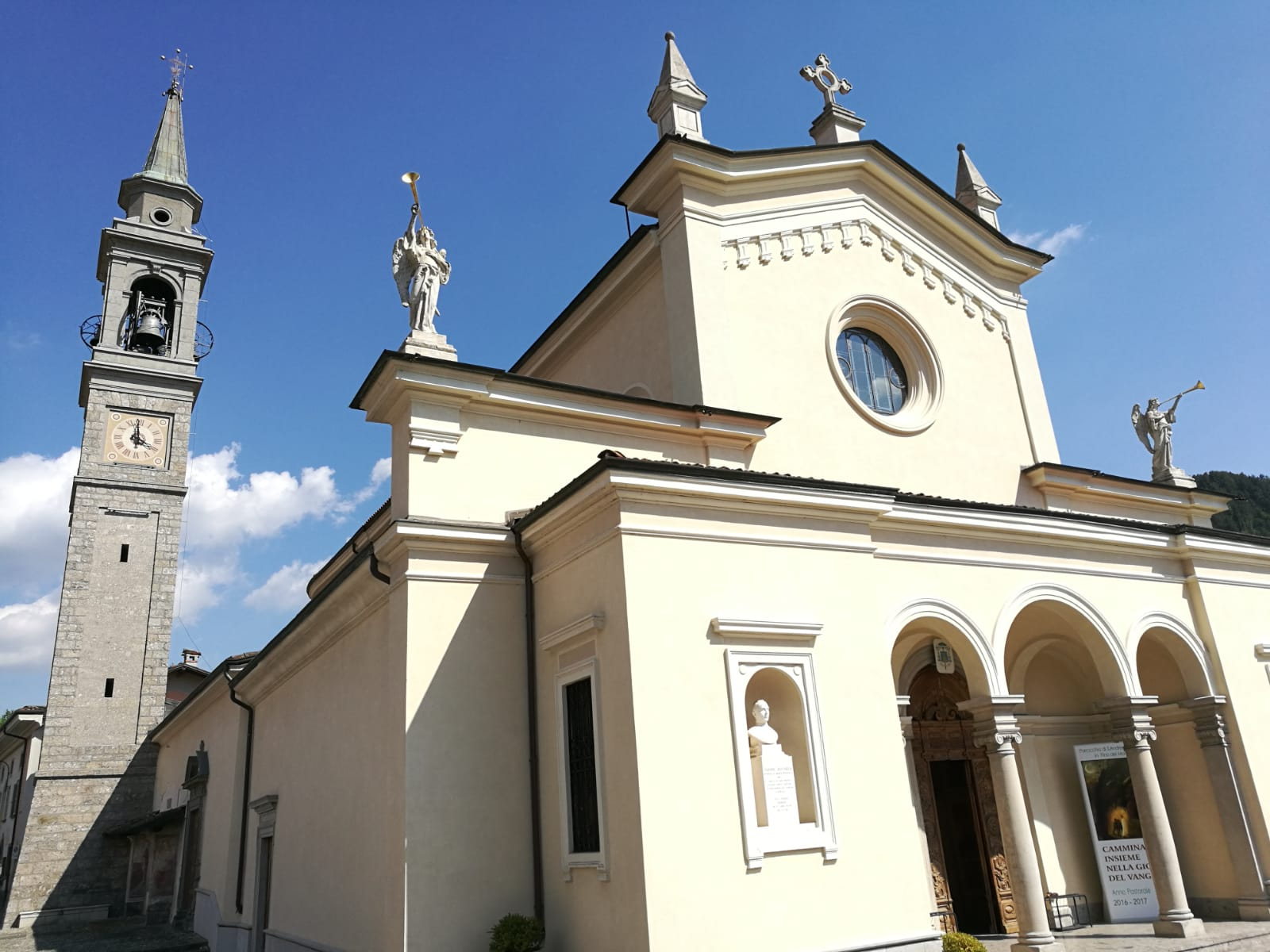
Chiesa parrocchiale di Sant'Andrea Apostolo in Fino del Monte (BG)

La piccola chiesa fu edificata il 4 giugno 1459 da fra francescano Leone della Congregazione della Misericordia che doveva sostenere la popolazione in un periodo di estrema povertà dopo che l'importante famiglia dei De Fin aveva perso tutti i privilegi e si trovava in uno stato di indigenza. La presenza è indicata tra il 1481 - 1615 e conserva la tela di Enea Salmeggia raffigurante Trasfigurazione.

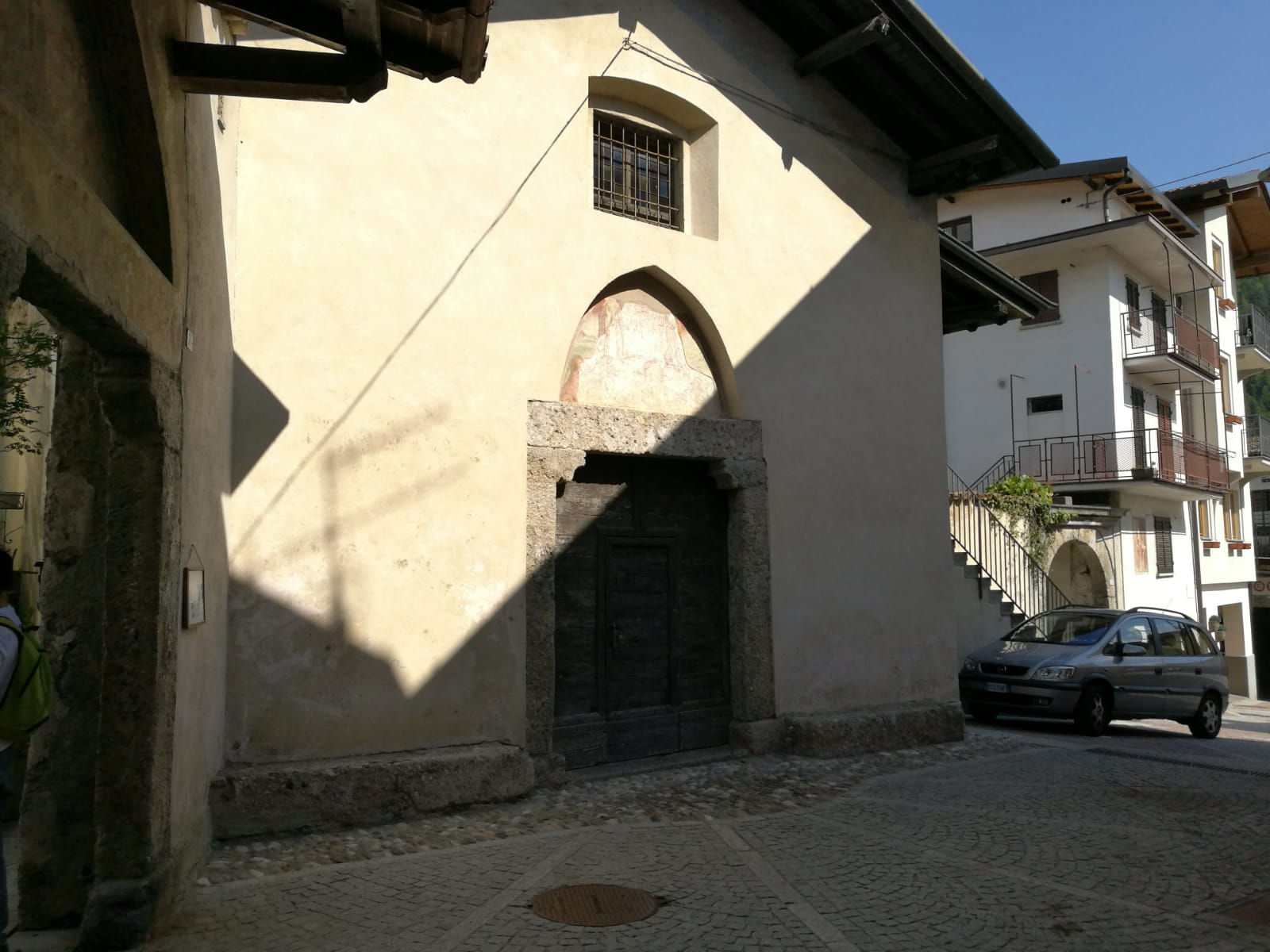
Chiesa di San Salvatore a Fino del Monte (BG)

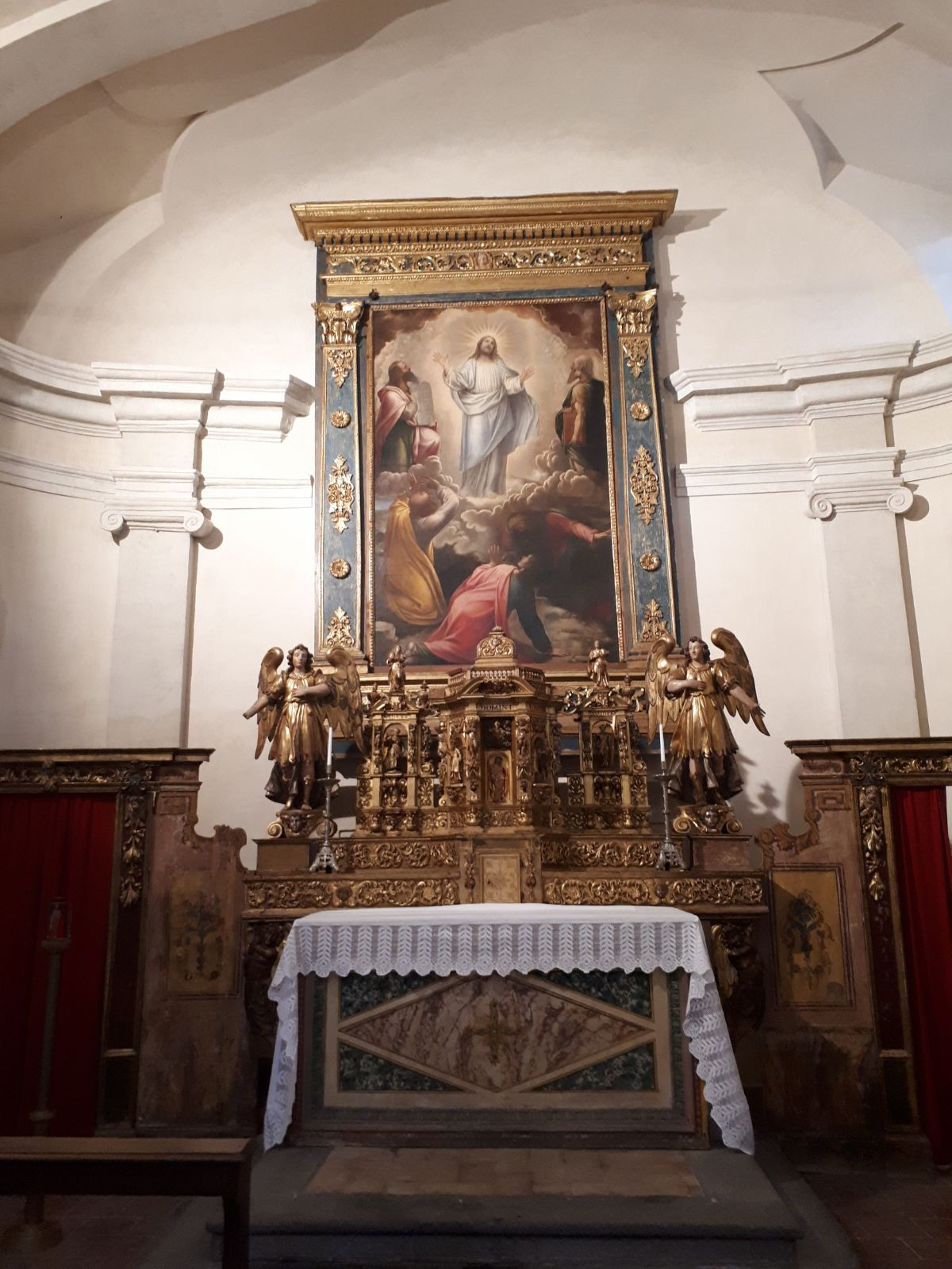
Trasfigurazione di Enea Salmeggia detto il Talpino e altare ligneo del XVII secolo della chiesa di San Salvatore

Lo statuto della congregazione è ancora efficiente. La data del 1481 è stata rilevata in un grosso cippo rinvenuto durante i restauri del sottotetto, la data indicherebbe che la chiesa è precedente al convento che risale al 1520. La congregazione e le monache claustrali che erano presenti si trovarono in disaccordo in riferimento a beni che sarebbero stati gestiti dai confratelli e non dalle suore, che dovettero lasciare il convento.
Chiesetta di San Giovanni Bosco in località Poerza
Costruita attorno al 1930 dal parroco don Cavagna è sussidiaria della chiesa di Sant'Andrea. Preceduta da un breve portichetto aperto sulla fronte con tre archetti a sesto acuto. Le pareti sono decorate. Nel presbiterio due affreschi raffiguranti San Maurizio e Santa Marcellina, opera di Gabriele Baggi del 1939. Del XVII secolo sono le quattro porta Palme, in legno.
Il convento delle monache di Santa Chiara-

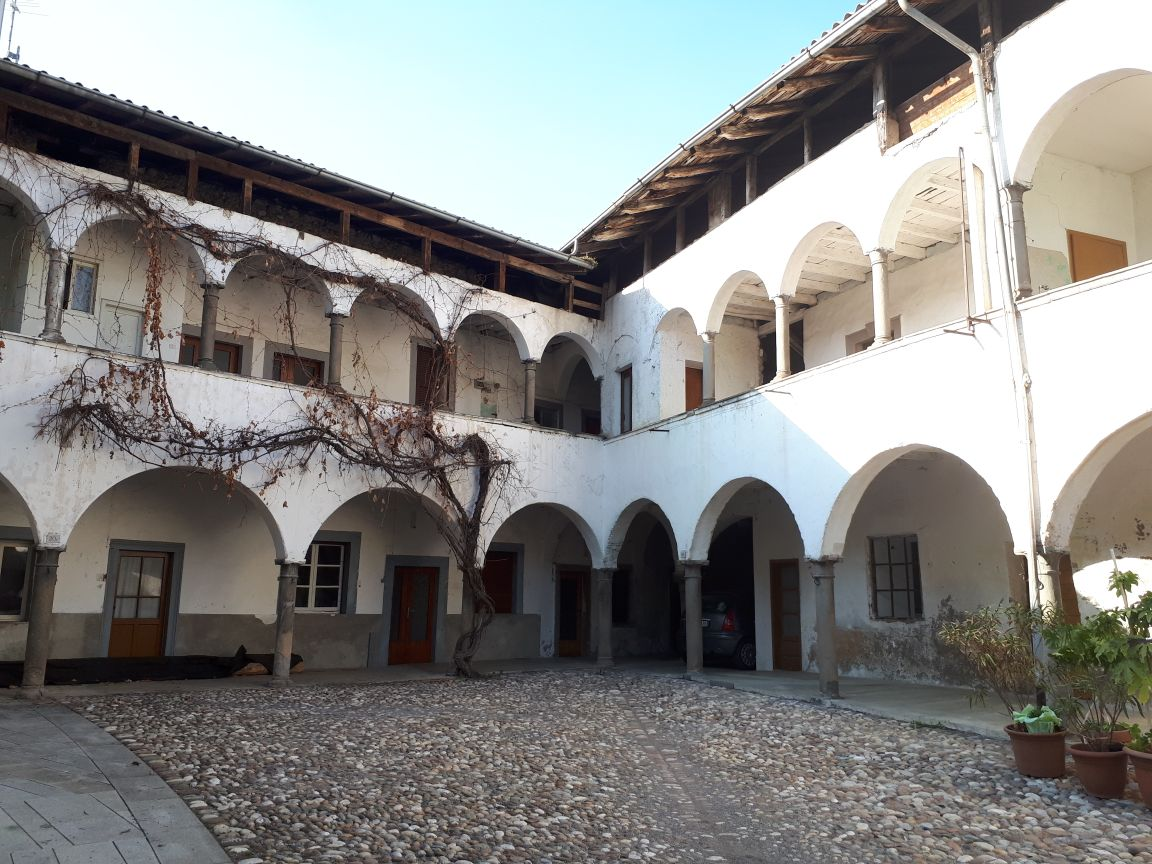
Ex Convento di Fino del Monte

Il convento di clausura delle monache di Santa Chiara, venne fondato nel 1520 da Caterina poi monca della nobile famiglia di Giovanni fu Simone de Fin. Il convento venne poi soppresso per volere di san Carlo Borromeo che, dopo la visita pastorale diocesana, riteneva he le suore sul territorio non erano più al sicuro:
Cappella degli alpini
Posta sulla sommità del monte Grom, la cappelletta degli alpini di Fino è stata inaugurata il 13 agosto 1983, in concomitanza con il ventesimo anno dalla fondazione del gruppo alpino locale. Ogni anno, in questo luogo, il 17 gennaio si celebra una messa in ricordo della ritirata di Russia del 1943.
Il giorno 8 agosto 2021, nei pressi della cappella, è stata inaugurata una tettoia polifunzionale costruita dal gruppo alpino locale.

#### Molte sono le edicole sacre
Molte sono sul territorio le edicole e le piccole cappelle:
Santella del Buon consiglio
Posta in località Poerza è stata costruita nel 1937 per volontà di Maurizio e Marcellina Bellini e benedetta da padre Luigi Bellini. Raffigura la Madonna con Bambino nella parte alta e San Luigi Gonzaga e san Carlo Borromeo nella parte sottostante. L'autore è Pietro Baggi da Sorisole.
Cappelletta Santo Spirito o della Santissima Trinità detta "Trübina"
Posta sulla strada tra le contrade di Masù e Prét è stata fatta costruire dalle famiglie della zona. Nella lunetta centrale all'interno sono raffigurati la Madonna col Bambino, mentre sulla volta è raffigurata una colomba, simbolo dello Spirito Santo. Sulle pareti laterali vi sono le figure di San Rocco e San Giovanni Evangelista sulla destra e San Michele Arcangelo e San Giorgio sulla sinistra. Sulla facciata esterna è presente un affresco con Sant'Alessandro, san Rocco e la Santissima Trinità. A lato dell'entrata è posta un'acquasantiera in pietra incassata nel muro.
Santella Maria Ausiliatrice
Posta in località Somàs, è stata fatta costruire dal parroco di Fino don Giuseppe Cavagna e inaugurata il 17 ottobre 1937. All'interno è posta una statua della Madonna Ausiliatrice con Gesù Bambino. La nicchia è chiusa da una porticina in ferro.
Santella San Giuseppe
Costruita nel 1935 in località Bì per volere di don Giuseppe Cavagna, ospita al suo interno una statua di san Giuseppe con un giglio nella mano e il Bambino Gesù in braccio.
Santella della Crocefissione o dell'Addolorata
Eretta nel 1912 da Angelini Francesco in via Fontana Vecchia rappresenta un ex voto per grazia ricevuta. All'interno contiene un affresco raffigurante la Crocefissione con la Madonna addolorata e santa Maria Maddalena.
Santella della Deposizione
Posta in val Bino (zona del parco Res) è stata costruita nel 1886 e restaurata nel 1920 e 1922. La piccola bacheca ospita la raffigurazione della Crocefissione di Gesù con la Madonna.

### Edifici civili
Il castello

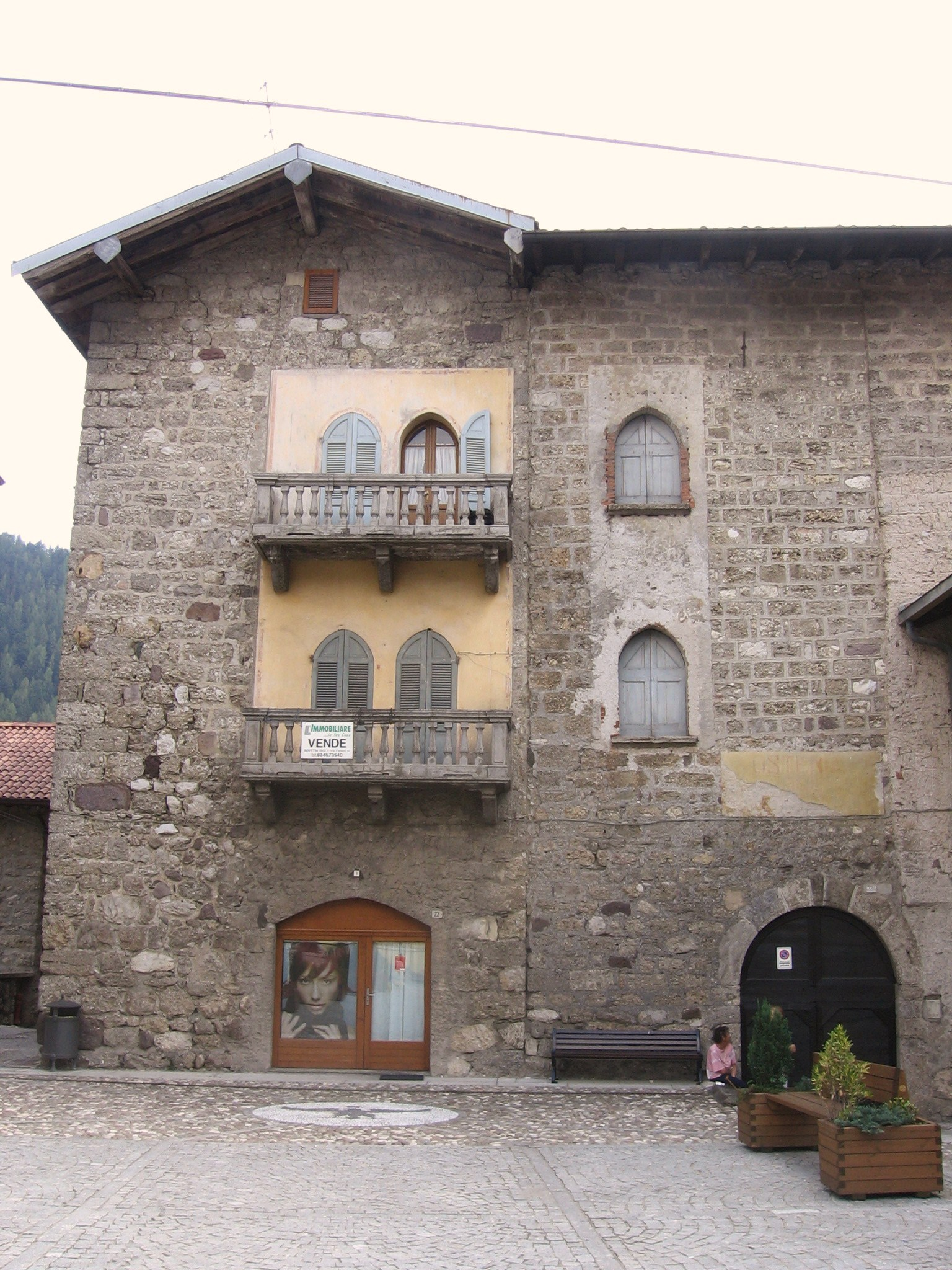
Facciata dei resti dell'antico castello in Piazza Olmo a Fino del Monte

Il castello fu edificato nel Trecento dalla famiglia Da Fin e conserva poche tracce dell'originale conformazione. La parte più antica dovrebbe essere il porticato presente nel cortile interno, che ha una struttura molto alta con arcate che poggiano su colonne in pietra molto robusto. Era questo l'ingresso delle scuderie e delle stelle.
Abitazioni signorili (1928-1930)
Due abitazioni in stile liberty sono poste all'ingresso del paese e risalgono agli anni trenta del Novecento.

## Società

### Evoluzione demografica
Abitanti censiti

### Tradizioni e folclore

#### Scotöm(soprannome) dei finesi
Gli abitanti di Fino sono soprannominati i Bócc o Bóce, ossia le pigne in dialetto locale. Questo scotöm ("soprannome" in dialetto bergamasco) deriverebbe dal carattere deciso dei suoi abitanti, oltre che alla robustezza fisica. Infatti durante la peste del 1630 il paese fu uno dei pochi della Val Seriana risparmiati dalla malattia.

#### Il venerdì Santo
Ogni anno, il giorno di venerdì Santo, la comunità di Fino intona un antico canto, detto "Tomba", durante la Via Crucis nella chiesa parrocchiale. Il brano risalente al XVIII secolo è attribuito al musicista Pietro Metastasio.
Lo stesso giorno gli uomini del paese si ritrovano in piazza per disputare una partita a "Bàla", gioco tradizionale con regole simili a quelle del tennis.

## Amministrazione
| Periodo          | Periodo         | Primo cittadino                | Partito                        | Carica  | Note |
| ---------------- | --------------- | ------------------------------ | ------------------------------ | ------- | ---- |
| 21 dicembre 1947 | 2 giugno 1956   | Amadio "Mio" Scandella         |                                | Sindaco |      |
| 3 giugno 1956    | 19 ottobre 1957 | Attilio Luigi "Albino" Oprandi |                                | Sindaco |      |
| 20 ottobre 1957  | 1960            | Amadio "Mio" Scandella         |                                | Sindaco |      |
| 1960             | 6 giugno 1963   | Giovanni Angelini              |                                | Sindaco |      |
| 7 giugno 1963    | 7 dicembre 1964 | Luigi Bellini                  |                                | Sindaco |      |
| 8 dicembre 1964  | 16 giugno 1970  | Luigi "Bigio" Oprandi          |                                | Sindaco |      |
| 17 giugno 1970   | 21 giugno 1999  | Sergio Poloni                  |                                | Sindaco |      |
| 22 giugno 1999   | 7 giugno 2009   | Marco Oprandi                  | lista civica                   | Sindaco |      |
| 8 giugno 2009    | 27 maggio 2019  | Matteo Oprandi                 | lista civica Progetto per Fino | Sindaco |      |
| 28 maggio 2019   | in carica       | Giulio Scandella               | lista civica                   | Sindaco |      |